# Suze de Lint

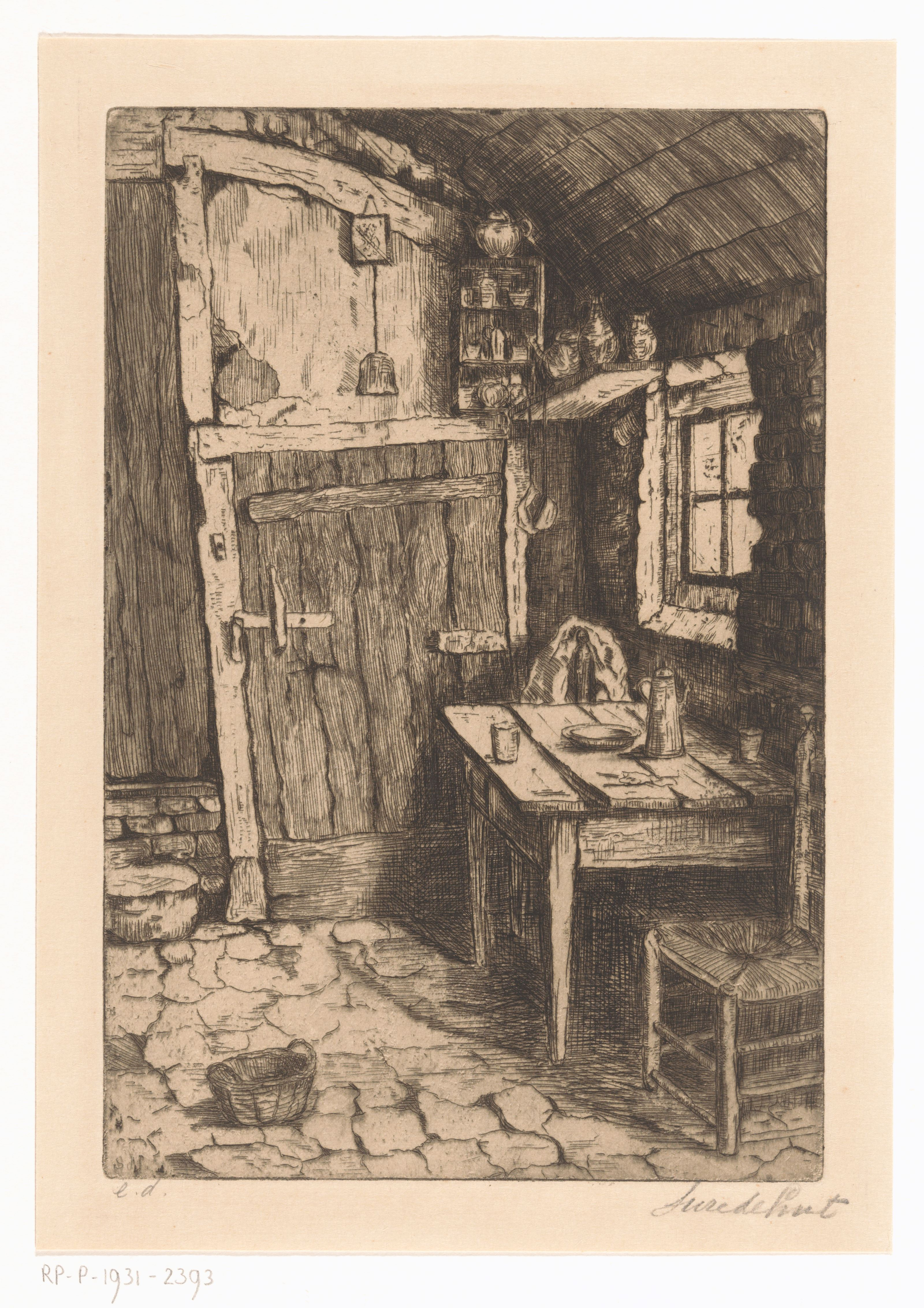
Interieur van een boerderij

Suzanna Gerdina (Suze) de Lint (Princenhage, 5 oktober 1878 – Den Haag, 27 oktober 1953) was een Nederlands schilder, tekenaar en etser.

## Leven en werk
Suze de Lint, lid van de familie De Lint, was een dochter van de arts Cornelis Johannes de Lint (1827-1901) en Hermina Agatha Theodora van Genderen (1837-1892). Ze tekende en schilderde graag, maar haar vader wilde dat ze onderwijzeres werd. Na zijn overlijden kon ze het zich veroorloven de overstap naar de kunst te maken. Ze verhuisde in 1902 naar den Haag, waar ze studeerde aan de Academie van Beeldende Kunsten. Ze kreeg les van onder anderen Johannes Josephus Aarts en Eduard August Becht. In 1909 studeerde ze een jaar in Parijs, waarna ze terugkeerde naar Den Haag.
De Lint schilderde, tekende en etste bloemstillevens, landschappen en paddenstoelen. Ze was lid van de Pulchri Studio en de Haagse Kunstkring en exposeerde meerdere malen, onder andere tijdens De Vrouw 1813-1913. Ze gaf les aan Justus van Beusekom en Lydia Hoeffelman. De Lint wordt beschouwd als een expert op mycologisch gebied; ze maakte een studie van paddenstoelen, gaf cursussen op dit gebied en werd consul van Zuid-Holland van de Nederlandse Mycologische Vereniging.
Suze de Lint overleed enkele weken na haar 75e verjaardag, ze werd begraven op Oud Eik en Duinen.

## Etsen van Suze de Lint in het Rijksprentenkabinet
Het Rijksmuseum Amsterdam bezit ruim veertig etsen van Suze de Lint.

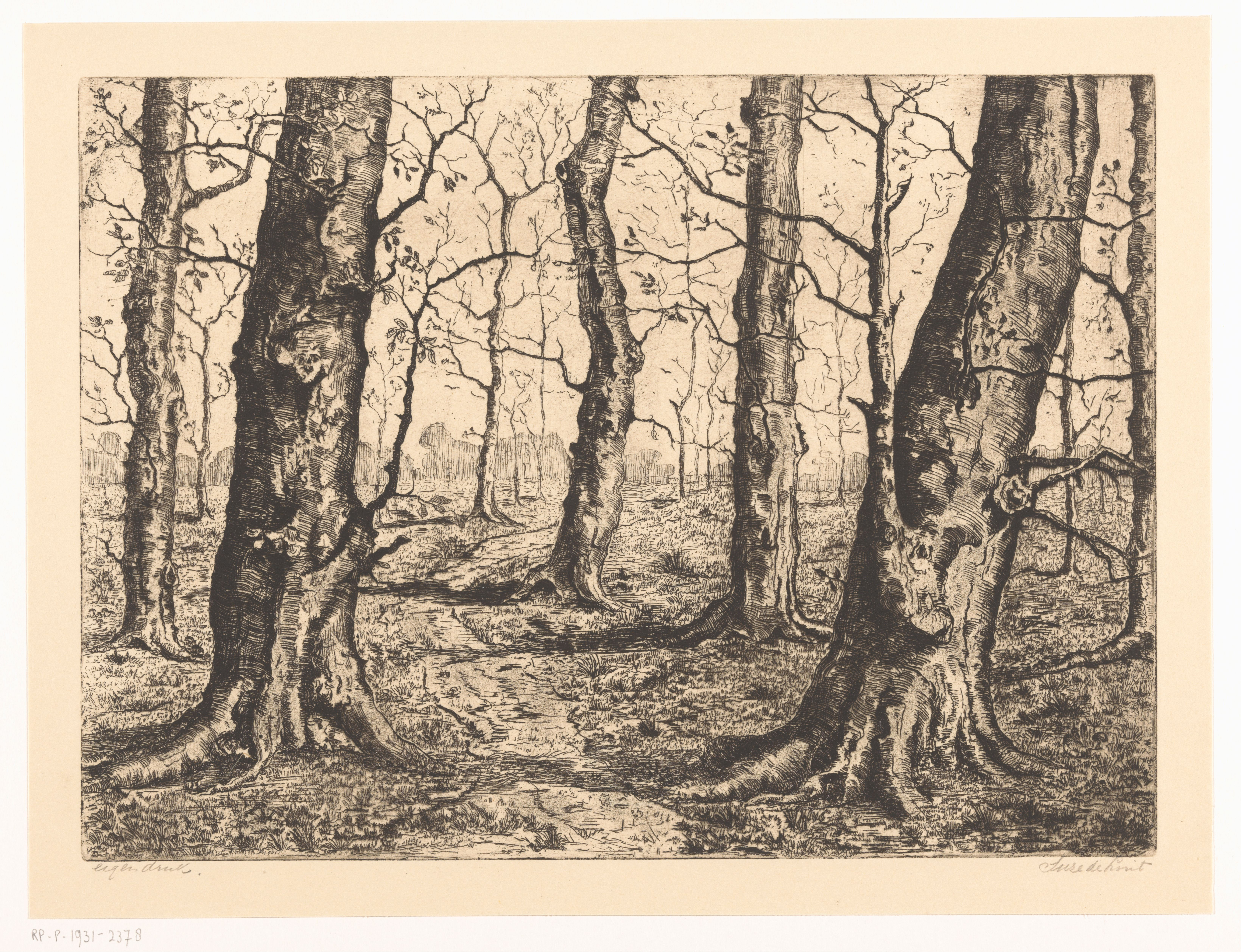
Bosrand met kale bomen
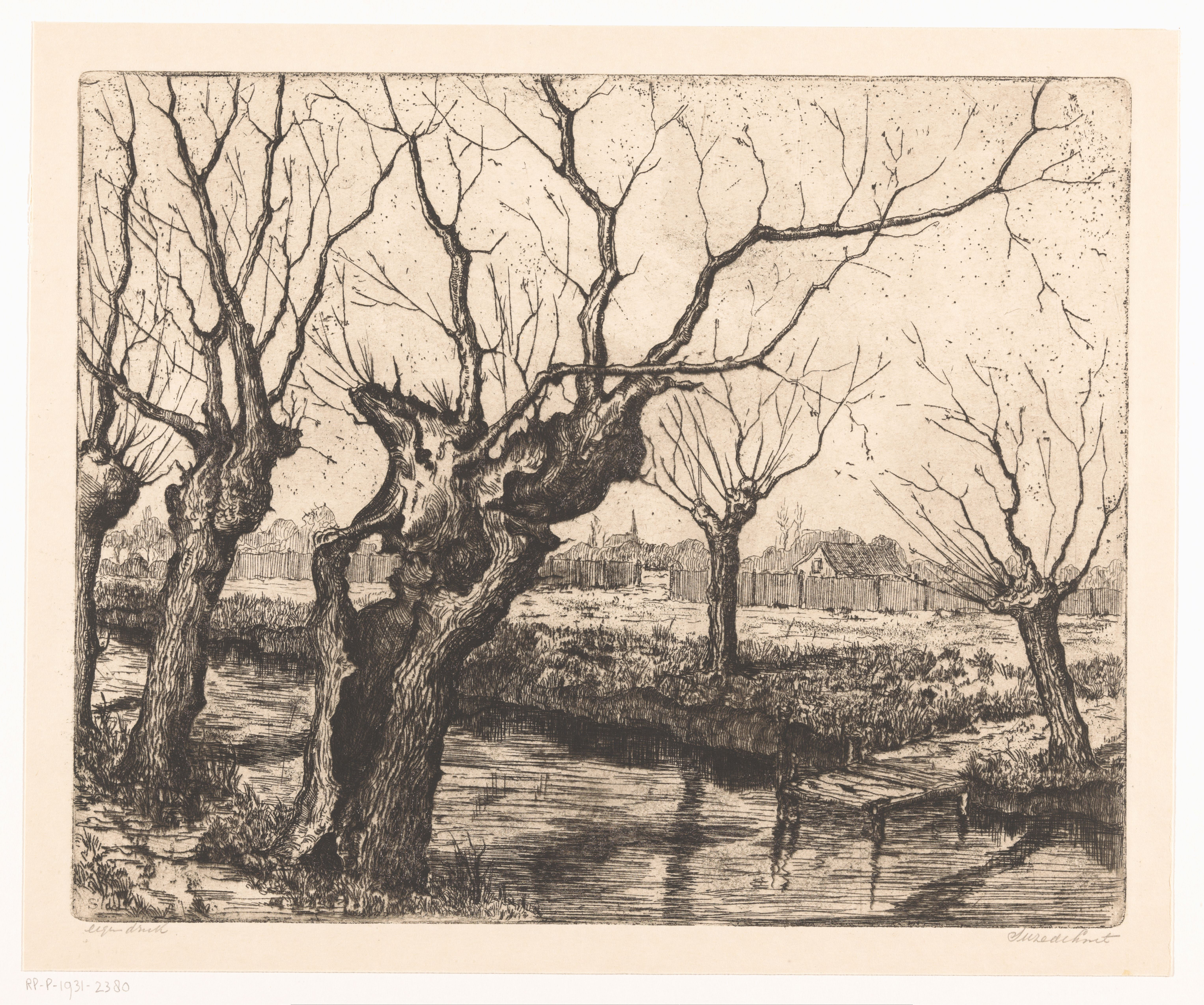
Knotwilgen bij een sloot
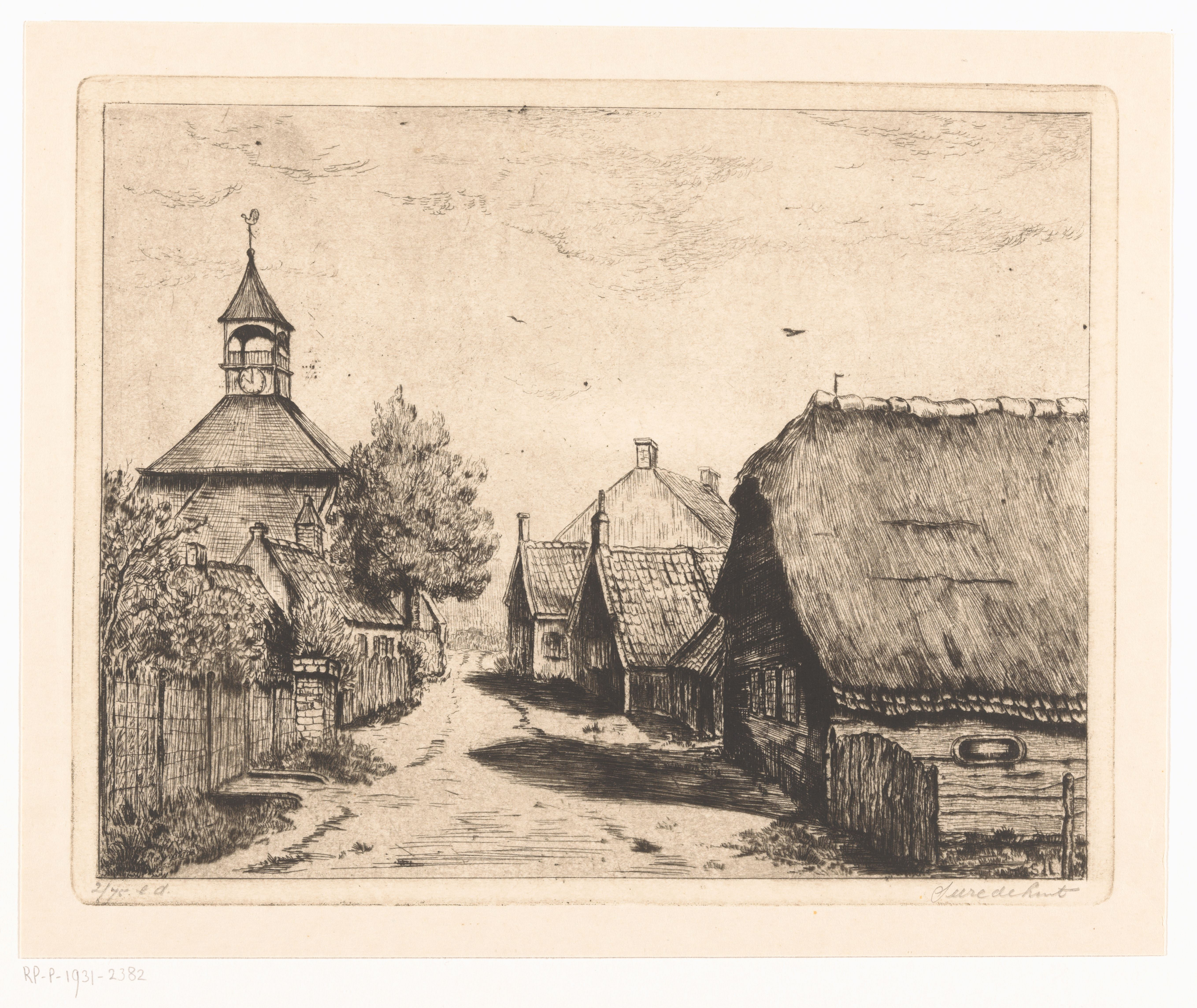
Straatgezicht in Hooge Zwaluwe
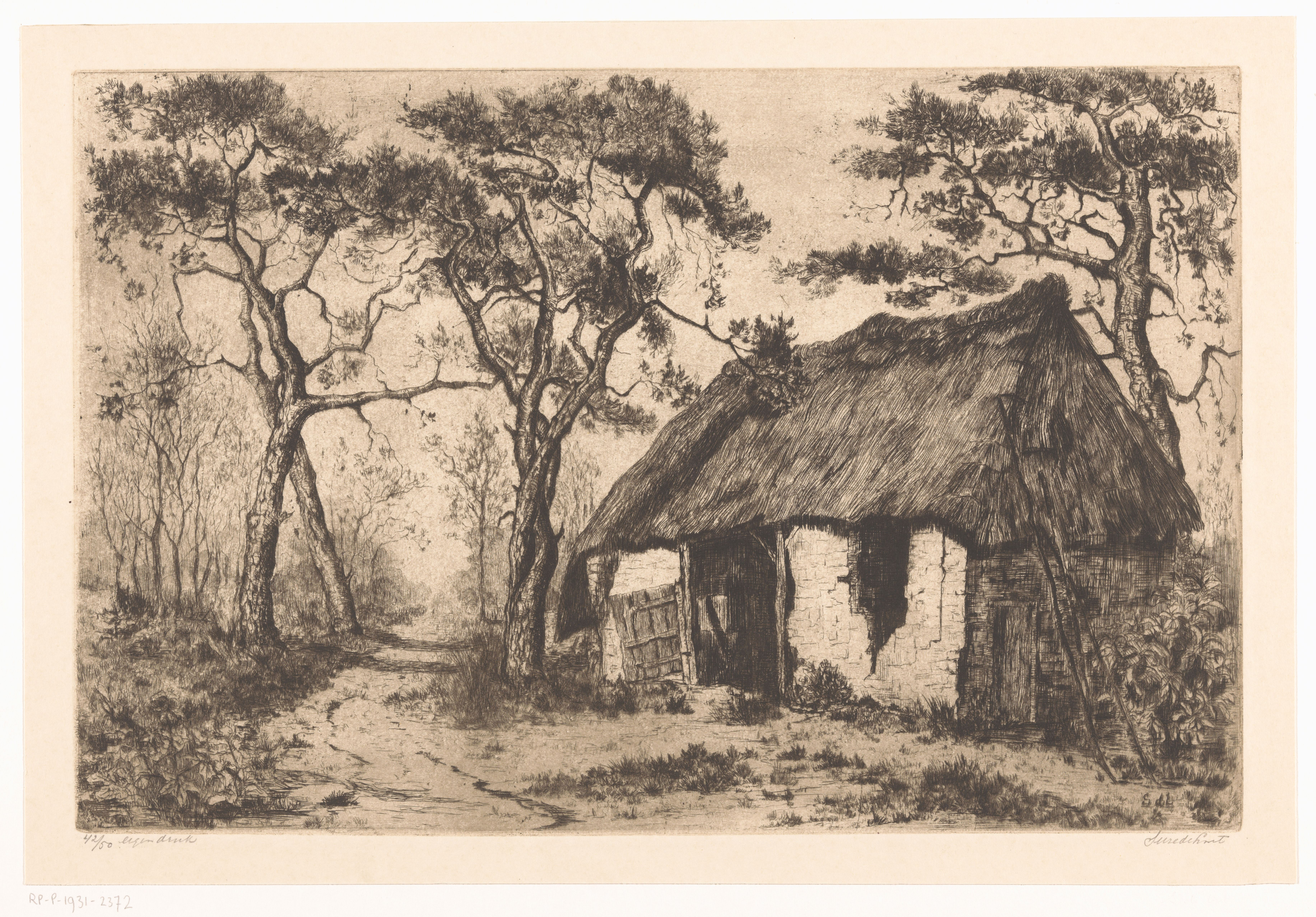
Landweg met vervallen schuur